# Аппарат Илизарова
Аппара́т Илиза́рова — чрескостный компрессионно-дистракционный аппарат для осуществления остеосинтеза (соединения и сращения костных переломов) благодаря образованию межуточной костной мозоли. Помимо компрессии, то есть плотного сжатия фрагментов кости, можно производить и полную закрытую репозицию обломков. Аппарат одновременно является и дистракционным, так как позволяет осуществить дистракцию (растяжение), необходимую при операциях по удлинению конечностей.

## История
В 1951 году Илизаров предложил аппарат для чрескостного остеосинтеза. Заявка на изобретение была подана 9 июня 1952 года, авторское свидетельство № 98471 выдано 30 июня 1954 года.
Впервые компрессионно-дистракционный аппарат был разработан советским хирургом Г. А. Илизаровым (авторское свидетельство № 98471 от 09.06.1952).
На базе идеи аппарата Илизарова были разработаны, в числе прочих, аппараты О. Н. Гудушаури, В. К. Калнберза, шарнирно-дистракционный аппарат М. В. Волкова — О. В. Оганесяна (применяемый при метафизарных, метаэпифизарных, внутрисуставных оскольчатых переломах).

## Принцип действия
Работа аппарата основана на открытии Илизарова (реестр открытий СССР, № 355 от 24 ноября 1970): «Экспериментально и клинически установлено неизвестное ранее общебиологическое свойство тканей отвечать на возникающие в них дозированные напряжения, преимущественно напряжения растяжения, ростом и регенерацией, обусловленными стимуляцией процессов биосинтеза в тканях (эффект Илизарова)».

## Особенности аппарата
Характерные особенности аппарата: возможность индивидуализированного применения; сохранение движений в суставе после фиксации; транспортабельность и мобильность больного после наложения.

## Основные показания к применению
- Свежие закрытые переломы голени и плеча;
- Ложные суставы длинных трубчатых костей;
- Артродез (искусственное создание неподвижности) крупных суставов;
- Удлинение диафиза костей;
- Утолщение истончённых трубчатых костей;
- Большинство осложнённых инфекцией переломов[2].

## Конструкция аппарата и его наложение
Аппарат изготовляется из специальной нержавеющей стали или титана и состоит из 2 и более колец и 2-3 стяжных стержней, на концы которых навинчены гайка и контргайка. Аппарат стерилизуется; через кость при помощи специальной медицинской дрели проводятся в перекрещивающих направлениях с учётом топографии сосудов и нервов спицы, которые затем фиксируются к кольцам. Перед проведением спицы соответствующие участки кожи смещаются на 0,5–1 см. После проведения спиц на их концы надеваются пропитанные спиртом марлевые салфетки, которые прижимаются пробками. Соединяющие кольца стержни устанавливаются параллельно друг другу. Репозиция обломков костей производится затягиванием гаек и контргаек.
Вслед за наложением аппарата осуществляется контрольная рентгенография, позволяющая корригировать положение обломков. Стабильность фиксации поддерживается равномерным подвинчиванием гаек на ¼ оборота каждого стержня до 2 мм каждые 5–7 дней.

## Удлинение конечностей
Для удлинения конечности, например голени, необходимо произвести остеотомию большой и малой берцовых костей, а также удлинение ахиллова сухожилия и других сухожилий мышц голени. Растяжение производится на 7–12-й день после операции на 0,25–1 мм ежедневно. После удлинения конечности на нужную величину её фиксируют в том же аппарате для консолидации (приблизительно на 3 месяца от момента операции).

## Иллюстрации
Процедура лечения открытого перелома большой и малой берцовой костей аппаратом Илизарова. Фотографии и рентгенограммы одного и того же пациента в течение курса лечения. Снимки 2 — 6 сделаны через четыре недели после перелома (две недели после наложения аппарата).
- Рентгенограмма перелома и первоначальный внешний фиксатор, наложенный в течение 24 часов после поступления в больницу.
- Вид аппарата Илизарова спереди и слева (перелом чуть выше черного металлического кольца).
- Вид сверху. Пациент лежит на животе
- Фиксация спиц к кольцу
- Рентгенограмма места перелома сразу после наложения аппарата Илизарова
- Рентгенограмма места перелома (через два месяца после перелома), № 1
- Рентгенограмма места перелома (через два месяца после перелома), № 2
- Рентгенограмма места перелома (через три месяца после перелома), № 1. Костная мозоль образуется вокруг места перелома
- Рентгенограмма места перелома (через три месяца после перелома), № 2. Костная мозоль образуется вокруг места перелома
- Рентгенограмма места перелома (через четыре месяца после перелома)